# Pilsbury Castle Hills
Pilsbury Castle Hills är ett slott i Storbritannien.   Det ligger i grevskapet Derbyshire och riksdelen England, i den södra delen av landet, 220 km nordväst om huvudstaden London. Pilsbury Castle Hills ligger 253 meter över havet.
Terrängen runt Pilsbury Castle Hills är varierad. Pilsbury Castle Hills ligger nere i en dal. Runt Pilsbury Castle Hills är det ganska tätbefolkat, med 86 invånare per kvadratkilometer. Närmaste större samhälle är Buxton, 10,9 km nordväst om Pilsbury Castle Hills. Trakten runt Pilsbury Castle Hills består i huvudsak av gräsmarker.